# Paldau
Paldau ist eine Marktgemeinde mit 3142 Einwohnern (Stand 1. Jänner 2025) im Südosten der Steiermark im Bezirk Südoststeiermark.

## Geografie

### Geografische Lage
Paldau liegt circa 32 km südöstlich von Graz und circa 7 km westlich der Bezirkshauptstadt Feldbach im Oststeirischen Hügelland.

### Gemeindegliederung
Das Gemeindegebiet umfasst elf Ortschaften (in Klammern Einwohnerzahl Stand 1. Jänner 2025):
- Axbach (252)
- Häusla (124)
- Kohlberg (176)
- Oberstorcha (154)
- Paldau (1017)
- Perlsdorf (326)
- Pöllau (99)
- Puch (401)
- Reith (128)
- Saaz (300)
- Unterstorcha (165)

Paldau
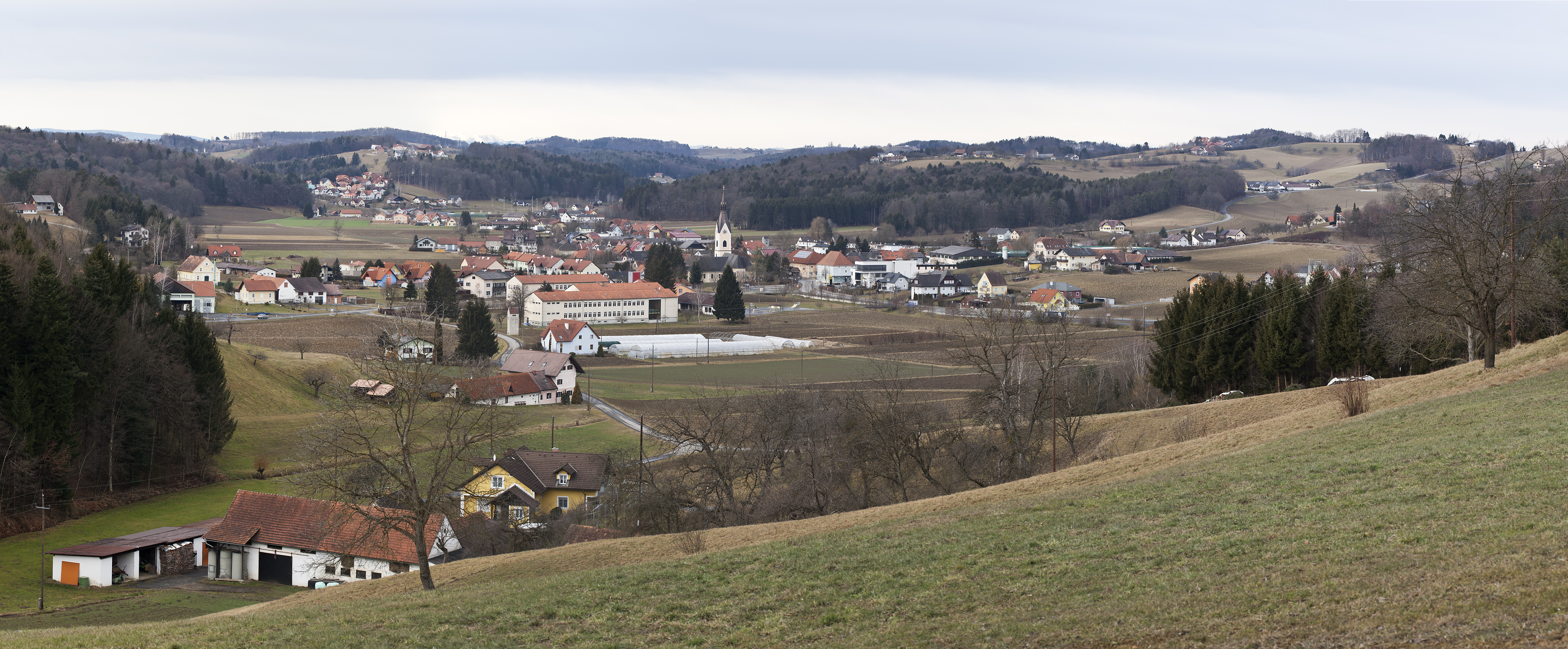
Paldau von Osten
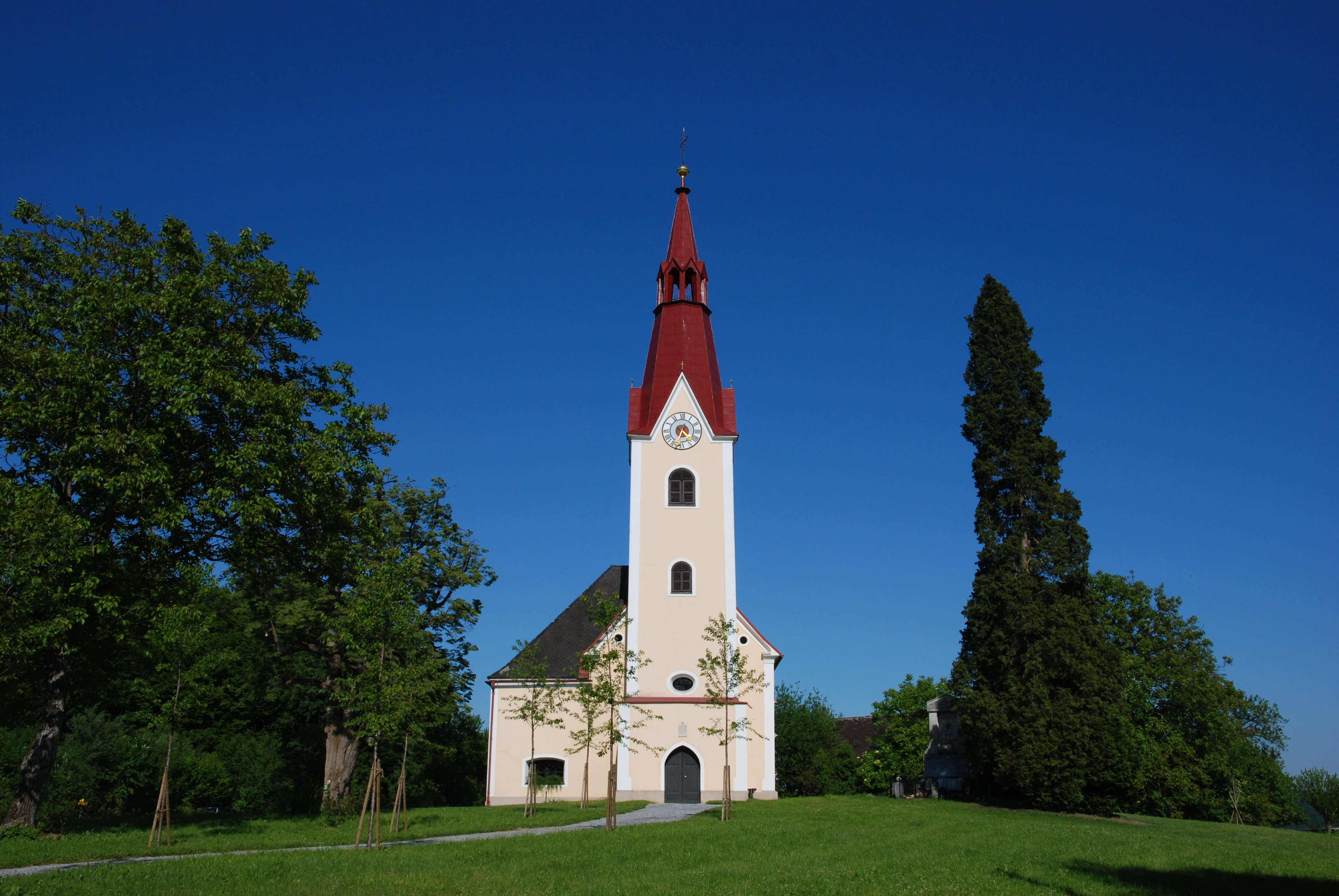
Kirche Saazkogel
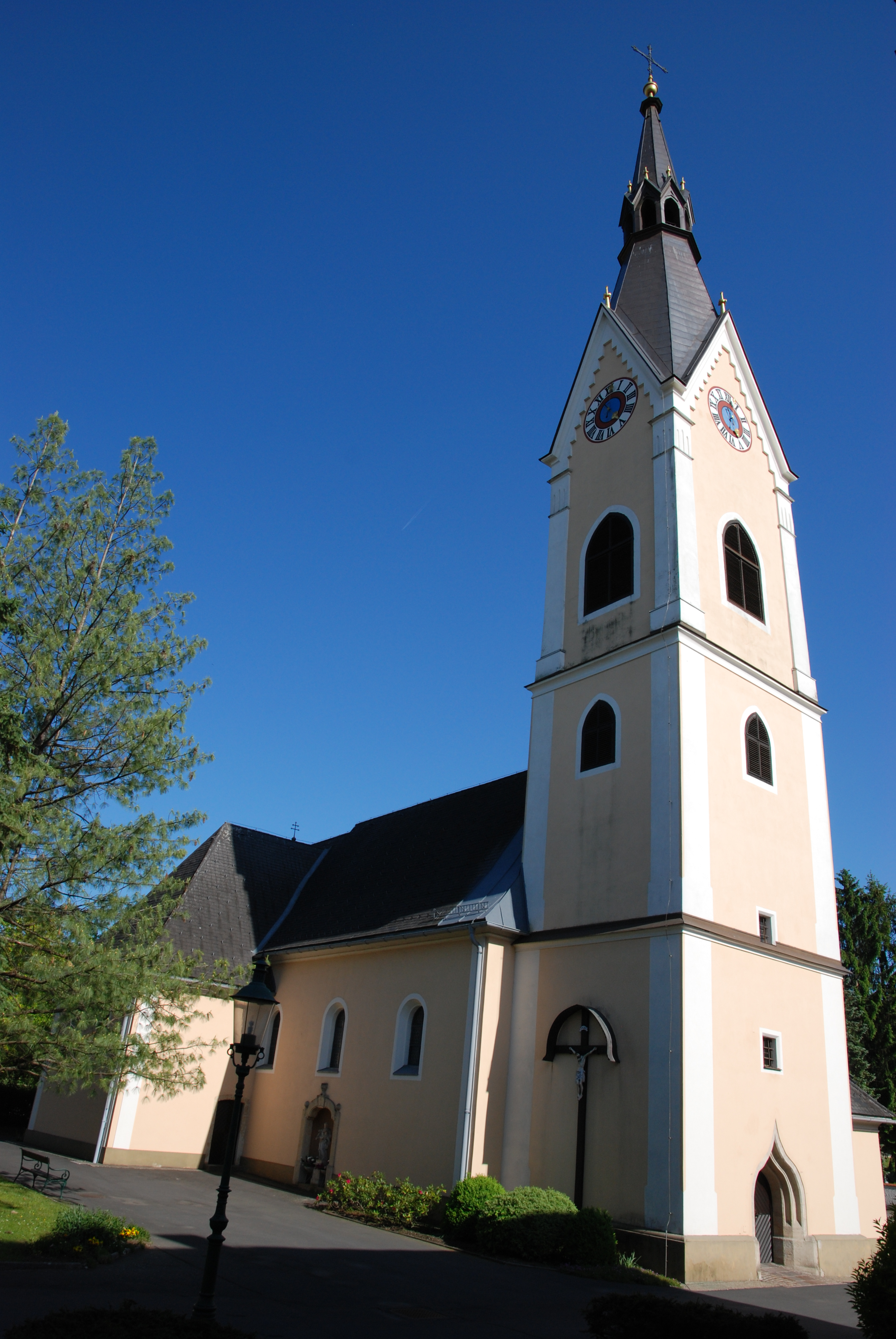
Pfarrkirche hl. Veit
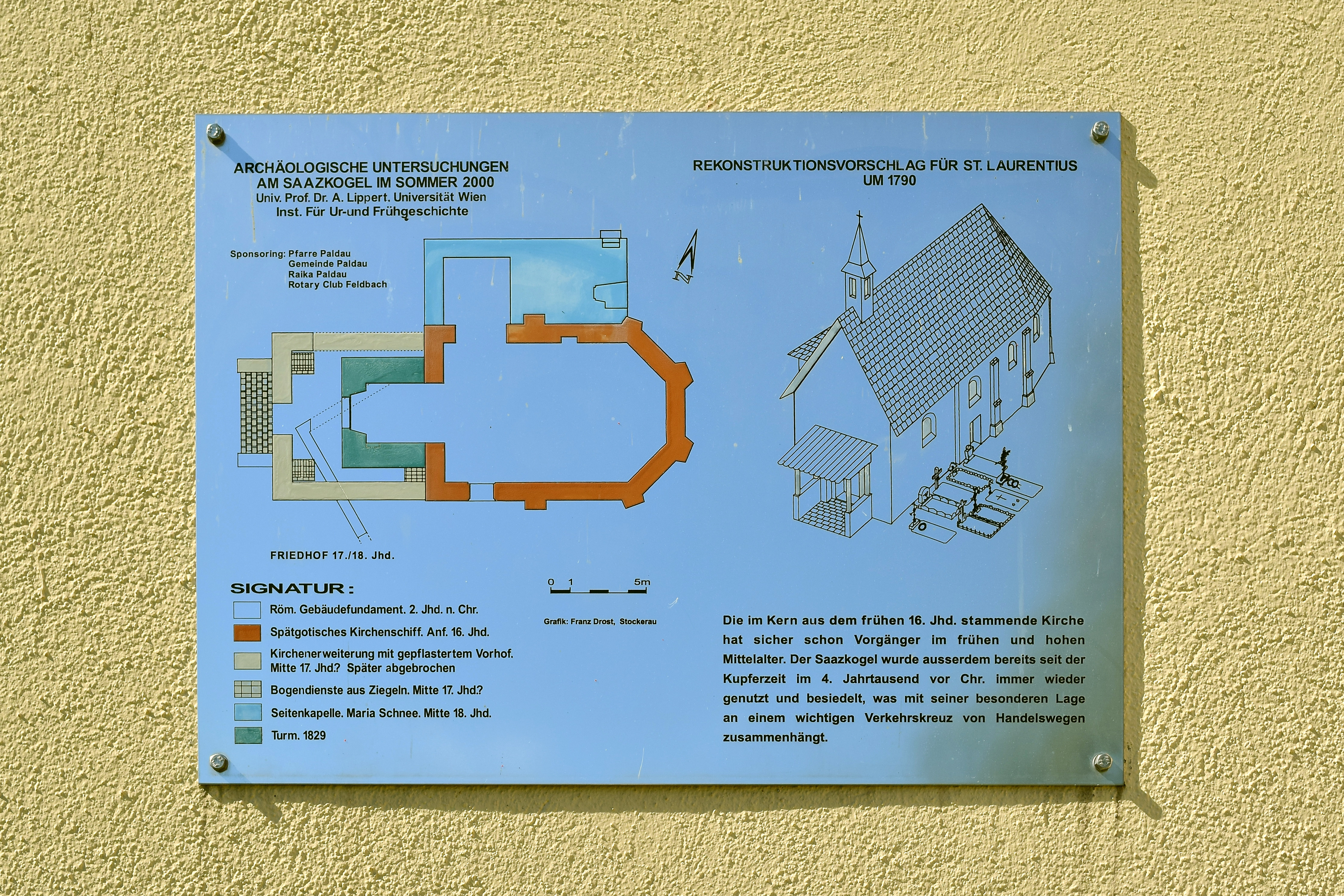
Baugeschichte Hl. Sebastian

Die Gemeinde besteht aus sechs Katastralgemeinden (Fläche Stand 31. Dezember 2023):
- Axbach (1.073,6 ha)
- Kohlberg I (326,05 ha)
- Paldau (577,02 ha)
- Perlsdorf (563,62 ha)
- Saaz (719,15 ha)
- Unterstorcha (652,47 ha)

### Eingemeindungen
Zum 1. Jänner 1969 wurde die Gemeinde Axbach mit Paldau zusammengelegt.
Im Rahmen der steiermärkischen Gemeindestrukturreform wurde mit 1. Jänner 2015 die ehemalige Gemeinde Perlsdorf eingemeindet (§ 3 Abs. 9 Z 5 StGsrG). Zugleich wurde mit § 5 StGsrG in die Gemeinde Paldau umgegliedert:
- ein Teil der ehemaligen Gemeinde Kohlberg (Abs. 5 Z 2)
- und ein Teil der Katastralgemeinde Oberstorcha (Abs. 4 Z 2; ehemalige Gemeinde Oberstorcha).

### Nachbargemeinden
|                          | Kirchberg an der Raab                       | Edelsbach bei Feldbach |
| Sankt Stefan im Rosental | Kompassrose, die auf Nachbargemeinden zeigt | Feldbach               |
|                          | Gnas                                        |                        |

## Geschichte
Das früheste Schriftzeugnis ist von 1318 und lautet „Paltawe“. Der Name geht auf slawisch bloto (Sumpf) und mittelhochdeutsch ouwe (Aue) zurück. Der Flurname wurde auf die Siedlung übertragen.
Mit 1. November 1988 wurde der Gemeinde die Bezeichnung „Marktgemeinde“ verliehen.

## Einwohnerentwicklung
| Paldau: Einwohnerzahlen von 1869 bis 2024           | Paldau: Einwohnerzahlen von 1869 bis 2024 | Paldau: Einwohnerzahlen von 1869 bis 2024 | Paldau: Einwohnerzahlen von 1869 bis 2024 | Paldau: Einwohnerzahlen von 1869 bis 2024 |
| --------------------------------------------------- | ----------------------------------------- | ----------------------------------------- | ----------------------------------------- | ----------------------------------------- |
| Jahr                                                |                                           |                                           |                                           | Einwohner                                 |
| 1869                                                | 1869                                      |                                           | 3.122                                     | 3.122                                     |
| 1880                                                | 1880                                      |                                           | 3.258                                     | 3.258                                     |
| 1890                                                | 1890                                      |                                           | 3.317                                     | 3.317                                     |
| 1900                                                | 1900                                      |                                           | 3.205                                     | 3.205                                     |
| 1910                                                | 1910                                      |                                           | 3.282                                     | 3.282                                     |
| 1923                                                | 1923                                      |                                           | 3.166                                     | 3.166                                     |
| 1934                                                | 1934                                      |                                           | 3.217                                     | 3.217                                     |
| 1939                                                | 1939                                      |                                           | 3.053                                     | 3.053                                     |
| 1951                                                | 1951                                      |                                           | 3.054                                     | 3.054                                     |
| 1961                                                | 1961                                      |                                           | 2.991                                     | 2.991                                     |
| 1971                                                | 1971                                      |                                           | 3.053                                     | 3.053                                     |
| 1981                                                | 1981                                      |                                           | 3.082                                     | 3.082                                     |
| 1991                                                | 1991                                      |                                           | 3.127                                     | 3.127                                     |
| 2001                                                | 2001                                      |                                           | 3.096                                     | 3.096                                     |
| 2011                                                | 2011                                      |                                           | 3.124                                     | 3.124                                     |
| 2021                                                | 2021                                      |                                           | 3.152                                     | 3.152                                     |
| 2024                                                | 2024                                      |                                           | 3.095                                     | 3.095                                     |
| Quelle(n): Statistik Austria, Gebietsstand 1.1.2021 |                                           |                                           |                                           |                                           |

## Kultur und Sehenswürdigkeiten
- Pfarrkirche hl. Veit
- Filialkirche hl. Sebastian am Saazkogel, kleiner spätgotischer Bau, Anfang des 16. Jahrhunderts
- Steinfigur hl. Johannes Nepomuk auf Sockel an der Straße, Mitte 18. Jahrhundert

## Wirtschaft und Infrastruktur

### Wirtschaftssektoren
Die folgende Tabelle zeigt die Entwicklung der Anzahl der Betriebe und der Beschäftigten in den Wirtschaftssektoren:
| Wirtschaftssektor            | Anzahl Betriebe | Anzahl Betriebe | Anzahl Betriebe | Erwerbstätige | Erwerbstätige | Erwerbstätige |
| Wirtschaftssektor            | 2021            | 2011            | 2001            | 2021          | 2011          | 2001          |
| ---------------------------- | --------------- | --------------- | --------------- | ------------- | ------------- | ------------- |
| Land- und Forstwirtschaft 1) | 109             | -               | -               | 128           | 178           | 201           |
| Produktion                   | 34              | 25              | 12              | 230           | 102           | 146           |
| Dienstleistung               | 155             | 113             | 53              | 933           | 343           | 211           |

1) Betriebe mit Fläche in den Jahren 2010 und 1999, Arbeitsstätten im Jahr 2021

### Verkehr
Die wichtigste Straßenverbindung ist die Paldauerstraße L216, die das Gemeindegebiet durchquert und nach Osten nach Feldbach führt. Der nächste Bahnhof befindet sich im rund 10 Kilometer entfernten Feldbach. Von hier gibt es stündliche S-Bahn-Verbindungen nach Graz.

## Politik

### Bürgermeister
Bürgermeister der Gemeinde ist Karl Konrad (ÖVP). Er trat im März 2013 die Nachfolge des Langzeitbürgermeisters Anton Gutmann an, der aus Altersgründen sein Amt zur Verfügung stellte. In der Zeit von 1. Jänner 2015 bis zur konstituierenden Sitzung des Gemeinderats im April 2015 führte Konrad die Gemeinde als Regierungskommissär. Bei der Wahl 2020 wurde Karl Konrad im Amt bestätigt.
Dem Gemeindevorstand gehören weiters der erste Vizebürgermeister Anton Sommer, der zweite Vizebürgermeister Alois Hirschmann, der Gemeindekassier Werner-Josef Neuhold und Karl Kohlmaier an.

### Gemeinderat
Der Gemeinderat besteht aus 21 Mitgliedern und setzt sich seit der Gemeinderatswahl 2020 aus Mandataren der folgenden Parteien zusammen:
- 16 ÖVP
- 03 SPÖ
- 02 FPÖ

Die letzten Gemeinderatswahlen brachten folgende Ergebnisse:
| Partei          | 2020    | 2020  | 2020    | 2015  | 2015  | 2015  | 2010  | 2010  | 2010  | 2005  | 2005  | 2005  | 2000  | 2000  | 2000  |
| Partei          | Stimmen | %     | Mandate | St.   | %     | M.    | St.   | %     | M.    | St.   | %     | M.    | St.   | %     | M.    |
| --------------- | ------- | ----- | ------- | ----- | ----- | ----- | ----- | ----- | ----- | ----- | ----- | ----- | ----- | ----- | ----- |
| ÖVP             | 1387    | 73    | 16      | 1496  | 68    | 15    | 1053  | 69    | 11    | 868   | 62    | 10    | 911   | 68    | 11    |
| SPÖ             | 340     | 18    | 3       | 0435  | 20    | 04    | 0323  | 21    | 3     | 467   | 33    | 05    | 298   | 22    | 3     |
| FPÖ             | 177     | 9     | 2       | 0271  | 12    | 02    | 0146  | 10    | 1     | 065   | 05    | 0     | 137   | 10    | 1     |
| Wahlberechtigte | 2.659   | 2.659 | 2.659   | 2.624 | 2.624 | 2.624 | 1.750 | 1.750 | 1.750 | 1.669 | 1.669 | 1.669 | 1.589 | 1.589 | 1.589 |
| Wahlbeteiligung | 72 %    | 72 %  | 72 %    | 85 %  | 85 %  | 85 %  | 88 %  | 88 %  | 88 %  | 85 %  | 85 %  | 85 %  | 86 %  | 86 %  | 86 %  |

### Wappen

Wappen der Vorgängergemeinden
Kohlberg
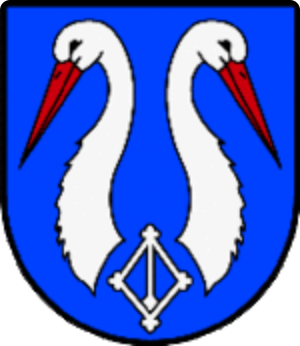
Oberstorcha
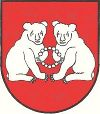
Perlsdorf

Alle Vorgängergemeinden hatten ein Gemeindewappen. Wegen der Gemeindezusammenlegung verloren diese mit 1. Jänner 2015 ihre offizielle Gültigkeit. Die Wiederverleihung erfolgte mit Wirkung vom 1. Dezember 2015.

Die neue Blasonierung lautet:
„Einem von Rot, Kürsch und Schwarz zweimal schräglinks geteilten Schild aufgelegt ein goldener schrägrechts gestellter Bischofsstab.“
Die erste Verleihung des Gemeindewappens erfolgte mit Wirkung vom 1. Juli 1966.
Die Schildfarben sind den Wappen der Herren von Teuffenbach zu Maierhofen (zweimal gespalten von Rot, Silber und Schwarz) und der Zebinger (gespalten von Rot und Kürsch) entnommen, die die ehemaligen Grundherren im Gemeindegebiet waren. Das goldene Pedum bezieht sich auf Bischof Ulrich von Seckau (1297–1308), der dem Geschlechte der Herren von Paldau entstammte. Das Wappen dieses Geschlechtes ist nicht überliefert, da keine Siegel an Urkunden erhalten geblieben sind und das Siegel Bischof Ulrichs nur das geistliche Amt kennzeichnet.